# Pastores (Spanyolország)
Pastores település Spanyolországban, Salamanca tartományban. Pastores La Encina, Ciudad Rodrigo, Zamarra és Martiago községekkel határos. Lakosainak száma 56 fő (2024).

## Népesség
A település népessége az elmúlt években az alábbi módon változott:
| Lakosok száma | 55   | 48   | 54   | 68   | 59   | 62   | 54   | 59   | 52   | 56   |
|               | 2001 | 2004 | 2007 | 2009 | 2012 | 2014 | 2017 | 2019 | 2022 | 2024 |